# Helmut Mahlke
Helmut Adalbert Mahlke  (* 27. August 1913 in Berlin-Lankwitz; † 26. Dezember 1998 in Kiel) war ein deutscher Offizier, zuletzt Generalleutnant der Luftwaffe der Bundeswehr. 1967/68 war er Amtschef des Luftwaffenamtes.

## Leben

### Ausbildung und Vorkriegszeit
Mahlke wurde als Sohn eines Magistrats-Oberbaurates, außerordentlichen Professors an der Technischen Universität Berlin und Hauptmanns der Reserve geboren. Nach einem Studium des Schiffsmaschinen- und Luftfahrzeugbaus an der TH Berlin trat Mahlke. am 1. April 1932 der Reichswehr bei. Dort erhielt er bis August 1932 eine vormilitärische Flugzeugführerausbildung an der Deutschen Verkehrsfliegerschule in Warnemünde. Am 29. August des gleichen Jahres trat er in die II. Schiffstammdivision der Ostsee in Stralsund ein. Nach dem Besuch der Marineschule Mürwik diente Mahlke von November 1932 bis Januar 1934 als Kadett auf dem Leichten Kreuzer Köln, auf dem er eine Auslandsfahrt unternahm. Anschließend besuchte er bis April 1935 diverse Fähnrichs-Lehrgänge.
Am 30. April 1935 wurde Mahlke zur Luftwaffe versetzt, wo er am 1. Oktober 1935 zum Leutnant befördert wurde. Von Mai 1935 bis März 1936 erhielt er dort eine Seebeobachterausbildung. Im Anschluss hieran diente er bis Februar 1938 als Ausbildungsreferent, wobei er zusätzlich eine Flugzeugführerausbildung Land/See absolvierte. Am 1. April 1937 wurde er zum Oberleutnant befördert. Anschließend diente er als Seebeobachter in der Bordfliegerstaffel 1./196. Im Juli und August 1939 erhielt Mahlke eine Stuka-Ausbildung an der Stukaschule in Kitzingen in Vorbereitung für die Übernahme einer Stukastaffel des Flugzeugträgers Graf Zeppelin.

### Zweiter Weltkrieg
Mit Ausbruch des Zweiten Weltkrieges kam Mahlke als Staffelkapitän zur 2. (Stuka-)Staffel/Trägergruppe 186 nach Kiel, später Wertheim. Am 1. April 1940 erfolgte seine Beförderung zum Hauptmann. Im Westfeldzug unterstützte Mahlkes Staffel die vorrückenden Heeresverbände. Nach Beendigung der Kampfhandlungen im Westen wurde Mahlke am 2. Juli 1940 zum Kommandeur der III. Gruppe im Sturzkampfgeschwader 1 ernannt. Mit dieser Gruppe flog Mahlke bis November 1940 in der Luftschlacht um England Einsätze gegen die Küste von Südengland und über dem Ärmelkanal. Während die Luftwaffenführung die Stukaverbände wegen übermäßiger Verluste aus der Luftschlacht um England heraus zog, sah er diese bei Nutzung taktischer Überraschung und reichlichem Jagdschutz vor und nach dem Sturz weiter als vertretbar an. Im Februar 1941 wurde seine Gruppe nach Sizilien verlegt, wo Einsätze gegen Malta und Nordafrika erfolgten. Danach flog Mahlke vom 21. Mai bis zum 2. Juni 1941 Einsätze bei der Luftlandeschlacht um Kreta. Hierfür erhielt er am 20. November 1941 die Italienische Tapferkeitsmedaille in Silber.
Zum Zeitpunkt der Verleihung stand Mahlkes Sturzkampfgruppe im Mittelabschnitt der Ostfront. In den ersten Tagen des Deutsch-Sowjetischen Kriegs bis Anfang Juli 1941 war Mahlke zweimal abgeschossen worden. Am 8. Juli 1941 wurde seine Maschine durch einen russischen Jäger in Brand geschossen. Beim darauffolgenden Fallschirmabsprung zog sich Mahlke schwere Verletzungen sowie Verbrennungen zu und musste bei Latigal im Raum Smarhon-Maladsetschna von Heereseinheiten der 17. Panzer-Division aus dem Kampfgebiet gerettet werden. Für seine Verwundung erhielt er das Verwundetenabzeichen in Silber. Im Lazarett Borissow erhielt er am 16. Juli 1941 nach 145 Feindflügen das Ritterkreuz des Eisernen Kreuzes verliehen. Nach seiner Genesung wurde Mahlke im September 1941 als 1. Generalstabsoffizier der 1. Fliegerdivision zugeteilt. Selbige Funktion erfüllte er bis Kriegsende im Luftwaffenkommando Ost sowie ab 11. Mai 1943 bei der Luftflotte 6. Hier erhielt er am 31. März 1944 das Deutsche Kreuz in Gold verliehen. Am 1. Juni 1942 wurde Mahlke zum Major (ab dem 1. Januar 1943 Major im Generalstab) sowie am 1. Mai 1944 zum Oberstleutnant im Generalstab befördert. Am 9. Mai 1945 geriet er in Kriegsgefangenschaft, aus der er am 9. September 1947 entlassen wurde.
Insgesamt flog Mahlke 159 Feindflüge mit der Ju 87. Seine Gruppe versenkte zwei Zerstörer, ein U-Boot und 29 Handelsschiffe mit insgesamt etwa 152.000 BRT.

### Nachkriegszeit und Bundeswehr

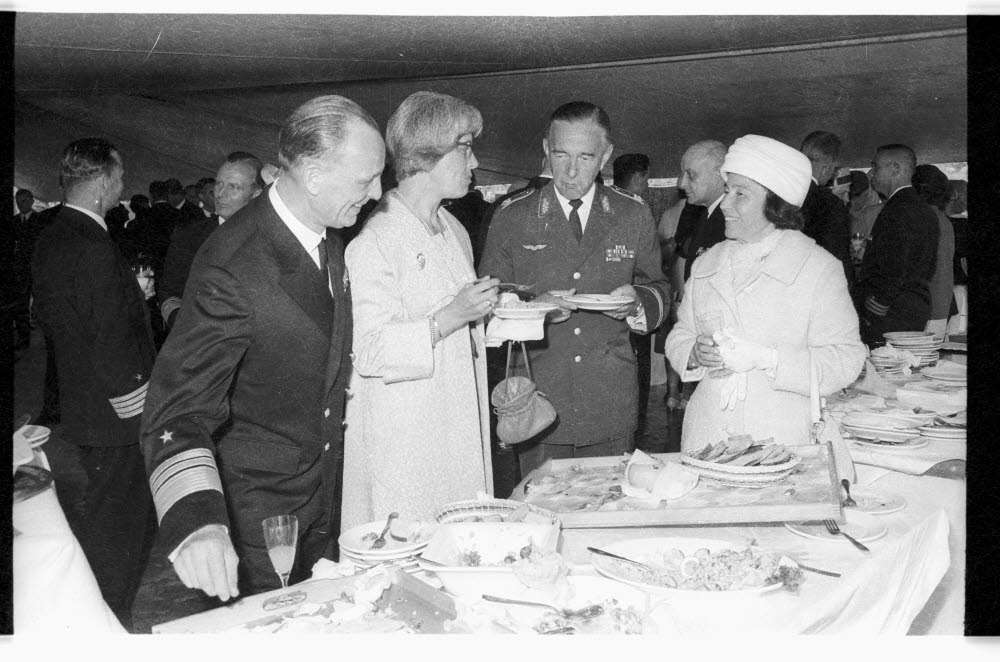
Helmut Mahlke bei einem Kieler Woche-Empfang an Bord des Zerstörers Bayern (1966)

Nach seiner Entlassung aus der Kriegsgefangenschaft arbeitete Mahlke von Oktober bis Dezember 1947 zunächst als Kaufmännischer Angestellter bei der Chemischen Fabrik Dr. Schmücking in Schötmar, danach 1948 ebenfalls als Kaufmännischer Angestellter bei der Kleiderfabrik Dr. Runge in Bad Meinberg. Im Januar 1949 machte Mahlke sich als Handelsvertreter selbstständig. Am 16. November 1955 trat er in den Dienst der Bundeswehr ein. Dort war der am 1. Juli 1955 zum Oberst beförderte Mahlke Referent, später Unterabteilungsleiter im Bundesministerium für Verteidigung in Bonn. Mit Wirkung zum 1. Juni 1960 wurde er zum Brigadegeneral befördert.
Zum 1. Oktober 1962 wechselte Mahlke zur Bundesmarine über, wo er den angepassten Dienstgrad eines Flottillenadmirals erhielt. Dort war er ab Januar 1963 bis Februar 1966 Kommandeur des Kommandos der Marineflieger in Kiel.
Zum 1. März 1966 kehrte Mahlke unter Anpassung seines Dienstgrades zum Brigadegeneral zur Bundesluftwaffe zurück und kommandierte bis Ende September 1966 die 7. Luftwaffendivision in Schleswig. Seine Beförderung zum Generalmajor erhielt er mit Wirkung zum 1. Juli 1966. Von Oktober 1966 bis Ende März 1968 fungierte er als General der Kampfverbände der Luftwaffe und war ab April 1967 parallel mit der Führung (m.d.F.b.) der Geschäfte des Amtschefs des Luftwaffenamts in Köln-Wahn betraut. Zum 1. April 1968 wurde Mahlke, unter gleichzeitiger Beförderung zum Generalleutnant, zum Kommandierenden General der Luftwaffengruppe Nord in Münster ernannt, eine Funktion, die er bis zu seiner Pensionierung am 30. September 1970 innehatte.
Mahlke war verheiratet. Aus der Ehe gingen drei Kinder hervor.

## Publikationen
- Helmut Mahlke: Stuka Angriff: Sturzflug, Mittler Verlag 1993, ISBN 978-3-8132-0425-4.